# Paraulopus novaeseelandiae
Paraulopus novaeseelandiae is een straalvinnige vissensoort uit de familie van paraulopiden (Paraulopidae). De wetenschappelijke naam van de soort is voor het eerst geldig gepubliceerd in 2002 door Sato & Nakabo.